# 番禺路381号

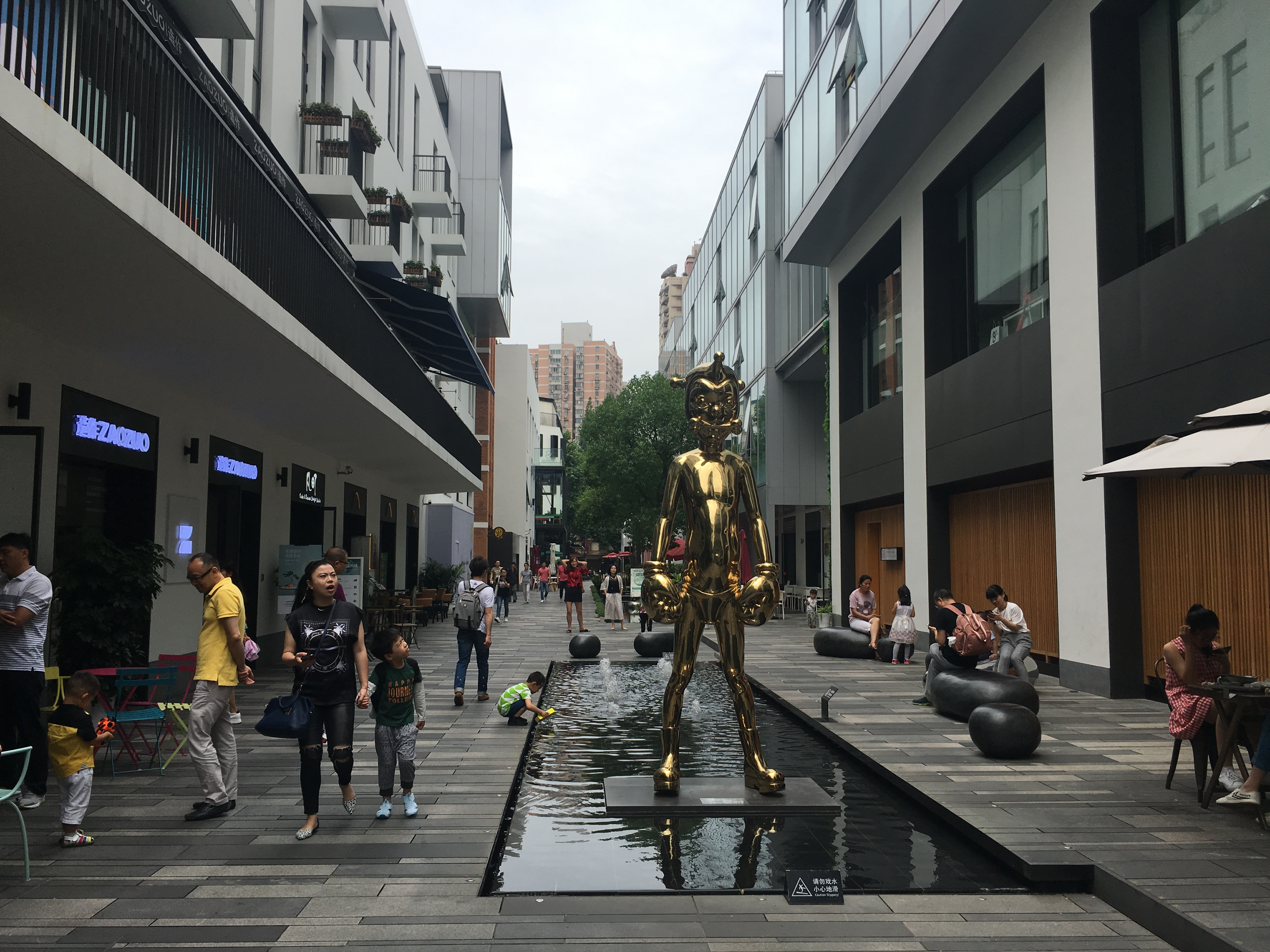
幸福里

番禺路381号（又稱幸福里或上海橡胶制品研究所）位于中華人民共和國上海市长宁区番禺路381号，占地5908平方米，建筑面积11150平方米，因毗邻幸福路得名，2016年改造为幸福里前是上海橡胶制品研究所建于1960年代的用址，改造后有6幢商办建筑，200米不到的步行街，儿童自行车、滑板可入内。已列为市级文化创意产业园区。